# Torba
Torba är en provins i Vanuatu. Dess huvudstad är Sola. Den har en yta på 882 km2, och den hade 10 053 invånare år 2013.